# 山崎照子
山崎 照子（やまざき てるこ）は日本の教育者。元女優。

## 経歴
大映京都撮影所に女優舞京子として14年間在籍し、クリちゃんの名で親しまれた。1953年の「地獄門」撮影の頃には大映ニューフェイス出身の京マチ子を支えるべく社命にて付き人を務めた。
1965年、自分の子を預ける乳児保育所が見つけられなかったことをきっかけに、自宅を増築してベビールームを開設した。当初は女優業と兼業していたが、のちに女優を断念し保育に専念、京都市当局に働きかけ1969年に小規模保育所制度を新設させた後、山崎自身もその制度で保育園を設立した。
1974年4月執行の京都府知事選に無所属で立候補 し、
3278票を獲得し4位で落選。
1995年に探偵!ナイトスクープ（朝日放送）が山崎を取り上げている。
1997年、山崎が理事長を務める社会福祉法人「若竹会」が、運営する無認可保育施設で労働組合を結成した保母を解雇したことから、太秦の認可保育園「さがの乳児保育園」及び無認可保育施設の職員らと争議が勃発した。これを受けて山崎は「内部人材育成につまづいた」として1998年1月26日に「さがの乳児保育園」の廃止届を京都市に提出、京都市はこれを拒絶するという騒動が発生したが、京都市との協議の末存続することで合意した。